# 启续
启续（？—？），京旗人，是一名清朝政治人物。
启续曾于光绪二十四年接替张僖任兴化府知府一职，光绪二十四年由刘辉光接任。